# Winkte
Winkte (també escrit wíŋkte) és la contracció d'una antiga paraula lakota, «winyanktehca», que significa «vol ser com una dona».

## Història
Històricament, els winkte s'han considerat en alguns casos una categoria social d'individus de cos masculí que adopten la roba, el treball i els gestos que la cultura Lakota sol considerar femenina. No obstant això, a la cultura Lakota contemporània, winkte s'utilitza generalment per referir-se a un home homosexual, tant si aquest home és o no d'una altra manera no conforme al gènere. Els winkte contemporanis poden o no considerar-se part de les comunitats de dos esperits, gai o LGBT més convencionals. Històricament, de vegades, la direcció per adoptar els aspectes socials i espirituals d'aquest paper ha arribat en una sèrie de somnis.

## Estatus social
Tot i que els relats històrics del seu estat varien, la majoria dels casos es van tractar el winkte com a membres habituals de la comunitat, i de cap manera van ser marginats pel seu estat. Altres relats consideraven el winkte com a sagrat, ocupant un paper liminal de tercer gènere a la cultura i nascut per complir funcions cerimonials que no podien ocupar ni homes ni dones. A les comunitats lakota contemporànies, les actituds cap al winkte varien des de l'acceptació fins a l'homofòbia.

## Etimologia
Beatrice Medicine va escriure:
| « | En la meva infantesa, érem conscients d'aquesta categoria social, que s'anomenava «winkte». L'anàlisi lingüística d'aquesta paraula lakota és: «win» – «dona» «kte» – «ser com» «kte» – «matar» (una forma estructural més profunda) L'ús vernacle comú de «winkte» era «vol ser com una dona». Nosaltres, quan erem nens, vam rebre instruccions. Hi ha aquests individus (en tots els casos homes, «wicasa»). Són diferents. Són «winkte». «No et burlis d'ells. També són lakota», ens deien els nostres pares i avis. | » |